# Mistrzostwa Europy w Lekkoatletyce 2022 – bieg na 10 000 m mężczyzn
Bieg na 10 000 metrów mężczyzn – jedna z konkurencji biegowych rozgrywanych podczas lekkoatletycznych mistrzostw Europy na Stadionie Olimpijskim w Monachium.

## Terminarz
Źródło: european-athletics.com.
| Data        | Godzina |       |
| ----------- | ------- | ----- |
| 21 sierpnia | 20:00   | Finał |

## Rekordy
Tabela prezentuje rekord świata, rekord Europy, rekord mistrzostw Europy oraz najlepsze wyniki na listach światowych i eruopejskich w sezonie 2022 przed rozpoczęciem mistrzostw. Źródło: european-athletics.com, worldathletics.org.
|                          | Zawodnik            | Wynik    | Miejsce             | Data                     |
| ------------------------ | ------------------- | -------- | ------------------- | ------------------------ |
| Rekord świata            | Joshua Cheptegei    | 26:11,00 | Walencja            | 7 października 2020(dts) |
| Rekord Europy            | Mo Farah            | 26:46,57 | Eugene              | 3 czerwca 2011(dts)      |
| Rekord mistrzostw Europy | Martti Vainio       | 27:30,99 | Praga               | 29 sierpnia 1978(dts)    |
| Listy światowe           | Grant Fisher        | 26:33,84 | San Juan Capistrano | 6 marca 2022(dts)        |
| Listy europejskie        | Yemaneberhan Crippa | 27:16,18 | Londyn              | 14 maja 2022(dts)        |

## Rezultaty

### Finał
Źródło: european-athletics.com.
| Pozycja | Zawodnik                      | Państwo                 | Czas     | Uwagi |
| ------- | ----------------------------- | ----------------------- | -------- | ----- |
| 01 !    | Yemaneberhan Crippa           | Włochy                  | 27:46,13 |       |
| 02 !    | Zerei Kbrom Mezngi            | Norwegia                | 27:46,94 | PB    |
| 03 !    | Yann Schrub                   | Francja                 | 27:47,13 | PB    |
| 4.      | Jimmy Gressier                | Francja                 | 27:49,84 |       |
| 5.      | Pietro Riva                   | Włochy                  | 27:50,51 | PB    |
| 6.      | Efrem Gidey                   | Irlandia                | 27:59,22 | PB    |
| 7.      | Magnus Tuv Myhre              | Norwegia                | 28:02,18 | PB    |
| 8.      | Nils Voigt                    | Niemcy                  | 28:02,19 |       |
| 9.      | Samuel Fitwi Sibhatu          | Niemcy                  | 28:03,92 | PB    |
| 10.     | Tadesse Getahon               | Izrael                  | 28:04,37 | PB    |
| 11.     | Emile Cairess                 | Wielka Brytania         | 28:07,37 |       |
| 12.     | Marc Scott                    | Wielka Brytania         | 28:07,72 | SB    |
| 13.     | Simon Debognies               | Belgia                  | 28:08,60 |       |
| 14.     | Roberto Aláiz                 | Hiszpania               | 28:14,86 |       |
| 15.     | Yoann Kowal                   | Francja                 | 28:17,39 |       |
| 16.     | Aras Kaya                     | Turcja                  | 28:23,77 |       |
| 17.     | Juan Antonio Pérez            | Hiszpania               | 28:38,21 |       |
| 18.     | Hiko Tonosa Haso              | Irlandia                | 28:38,82 |       |
| 19.     | Filimon Abraham               | Niemcy                  | 28:53,54 |       |
| 20.     | Bjørnar Sandnes Lillefosse    | Norwegia                | 28:59,67 |       |
| 21.     | Michael Somers                | Belgia                  | 29:10.13 |       |
| 22.     | Andreas Vojta                 | Austria                 | 29:56.71 |       |
| –       | Isaac Kimeli                  | Belgia                  | DNF      |       |
| –       | Sam Atkin                     | Wielka Brytania         | DNF      |       |
| –       | Samuel Barata                 | Portugalia              | DNF      |       |
| –       | Jamal Abdelmaji Eisa Mohammed | Reprezentacja uchodźców | DNF      |       |